# Nationalpark El Teide
Der Nationalpark El Teide (spanisch Parque nacional del Teide) ist ein Schutzgebiet auf der spanischen Insel Teneriffa. Er ist nach dem Berg Teide benannt, wurde 1954 eingerichtet und 2007 zum UNESCO-Welterbe erklärt. Der Nationalpark ist das größte und älteste Schutzgebiet dieser Art auf den Kanarischen Inseln. Das Areal wird durch Waldbrände bedroht.
Der Nationalpark El Teide ist auch ein beliebtes Wandergebiet. Ein Netz von derzeit 41 offiziellen Wanderrouten führt zu seinen verschiedenen Sehenswürdigkeiten.

## Weblinks

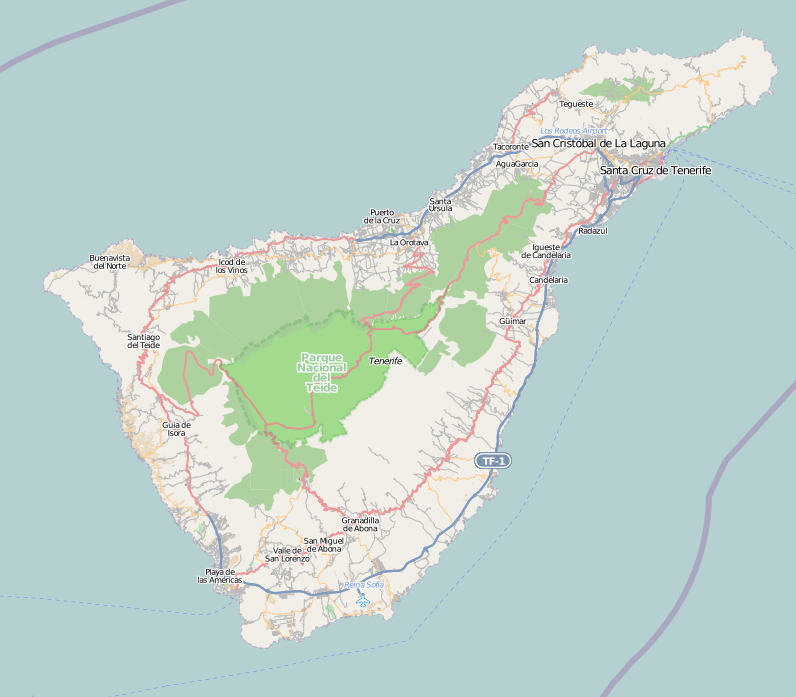